# 九芒星
幾何学において、九芒星（きゅうぼうせい、英語: Enneagram、エニアグラム）は9個の角を持つ星型多角形。nonagramまたはnonangleとも呼ばれる 。
エニアグラムという名前は数字の接頭辞 ennea- とギリシャ語の接尾辞 -gram を組み合わせたもの。接尾辞の「-gram」は「書く」を意味するγραμμῆς (grammēs) に由来する。nonagramの接頭辞「nona-」はラテン語の接頭辞に由来する。

## 正九芒星
正九芒星（9面の星形多角形）はシュレーフリ記号で{9/2}、{9/4}と表される2つの種類がある。円周を9等分し、それぞれ2番目、4番目ごとの点を繋ぐことで作られる。 
{9/3}または3 {3}の九芒星は円周を9等分し、3番目ごとの点を繋ぐことで作られる。 3つの正三角形を六芒星のように重ね合わせて作図されているとも言える。3つの正三角形に分解できるため星形正多角形ではない  。
| 完全グラフ    | 星形正九角形 | 三複合正三角形型 | 星形正九角形 |
| ------------- | ------------ | ---------------- | ------------ |
| 完全グラフ K9 | {9/2}        | {9/3} or 3{3}    | {9/4}        |

## その他の図
| 完全二十面体には 9/4の星形九角形があるが 頂点は等間隔ではない。 | エニアグラム性格類型では正三角形と 142857を結んだ不規則な六角形による 不規則な九芒星を使用する。 | バハイ教で 多用されるシンボル。 |

## その他九芒星に関する事項
- ヘヴィメタルバンドのスリップノットは九芒星をシンボルとして使用している[6] 。